# Sữa dê

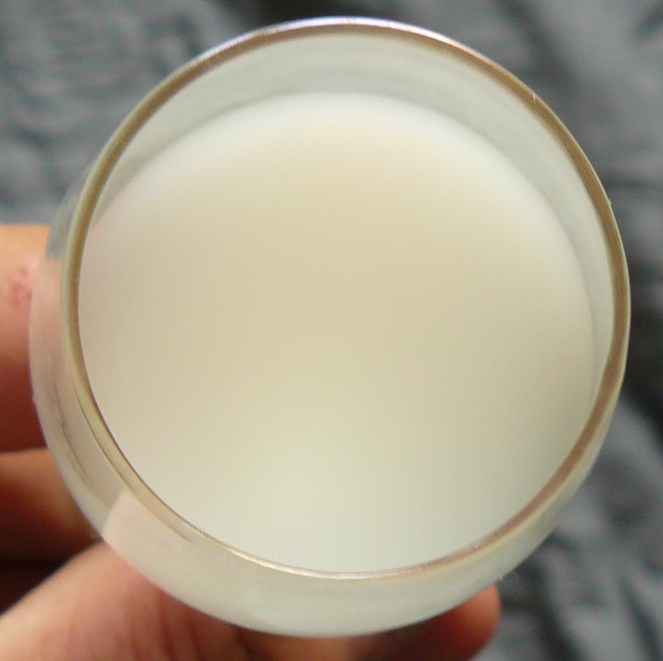
1 ly sữa dê

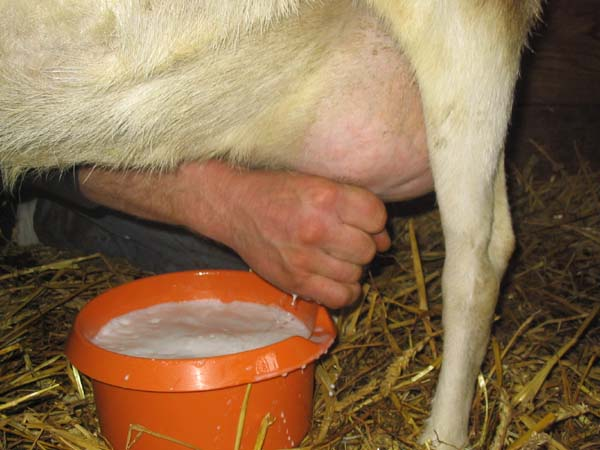
Sữa dê

Sữa dê là sữa được vắt từ loài dê mà chủ yếu là dê nhà. Đây là một nguồn thực phẩm bổ dưỡng, quan trọng. Sữa dê đã được khuyến cáo như là một thực phẩm có giá trị về dinh dưỡng cho trẻ em.

## Thành phần

### Chất béo
Sữa dê tốt so với sữa bò ở hàm lượng các acid béo chưa bão hòa (mono và poly) cũng như triglyceride chuỗi trung bình, các chất này rất có lợi cho sức khỏe con người. Đặc biệt, kích thước hạt cầu béo của sữa dê nhỏ hơn sữa bò, sữa dê giàu acid béo chuỗi ngắn và chuỗi trung bình (MCT), nó giúp cho enzyme lipase trong ruột dễ dàng phân hủy, được cơ thể hấp thu và chuyển hóa nhanh thành năng lượng. Do vậy chất béo của sữa dê được tiêu hóa, hấp thu nhanh hơn sữa bò.
Những lợi thế về dinh dưỡng của sữa dê hơn sữa bò không chỉ ở thành phần protein, khoáng chất, vitamin mà còn rất nhiều thành phần khác có trong sữa dê như chất béo, cụ thể là các acid béo. Hàm lượng acid béo cao trong sữa dê đem lại dinh dưỡng cao, gần với sữa mẹ. Kích thước các phân tử acid béo trong sữa dê chỉ bằng 1/9 với kích thước được tìm thấy trong sữa bò, do đó dễ hấp thụ hơn và không gây kích ứng trong ruột. Tỷ lệ cao các axit béo chuỗi ngắn và chuỗi trung bình (MCT) có khả năng chuyển hóa và cung cấp năng lượng nhanh.

### Protein
Sữa dê chứa nhiều amino acid thiết yếu mà cơ thể người không tự tổng hợp được như tryptophan, lysine, valine, isoleucine, cystine, tyrosine…Sữa dê chứa rất ít hoặc không có thành phần alpha – s1 – casein (có nhiều trong sữa bò và là nguyên nhân chính gây ra tình trạng dị ứng sữa).

### Khoáng chất
Sữa dê giàu các khoáng chất Ca, P, Mg, Fe, Cu, Zn có sinh khả dụng cao, dễ hấp thu và hàm lượng cao hơn trong sữa bò. Sữa dê chứa nhiều vitamin A, B2, kali, mangan, đồng... Lượng calci và protein trong sữa dê cũng nhiều hơn các loại sữa khác. Vitamin A trong sữa dê ở dạng "sơ khai" nên cơ thể không cần đến công đoạn chuyển hóa, từ đó giúp cơ thể tăng khả năng chuyển hóa năng lượng. Sữa dê phong phú khoáng chất, calci, giúp xương chắc khỏe, làm tăng tỷ trọng xương. Đặc biệt calci và sắt trong sữa dê ít tương tác ức chế hấp thu lẫn nhau. 

### Khác
Sữa dê giàu Omega 6 (ARA, linoleic) cần thiết cho quá trình hoàn thiện não bộ của trẻ nhỏ. Sữa dê ít cholestetol do đó nó tốt cho sức khỏe tim mạch. Trong sữa dê có sẵn gốc đường oligosaccharides (một prebiotic được tìm thấy trong sữa mẹ) còn được gọi là chất xơ hoà tan giúp hạn chế táo bón, kích thích tăng sinh hệ vi khuẩn có lợi trong đường ruột. 

## Công dụng

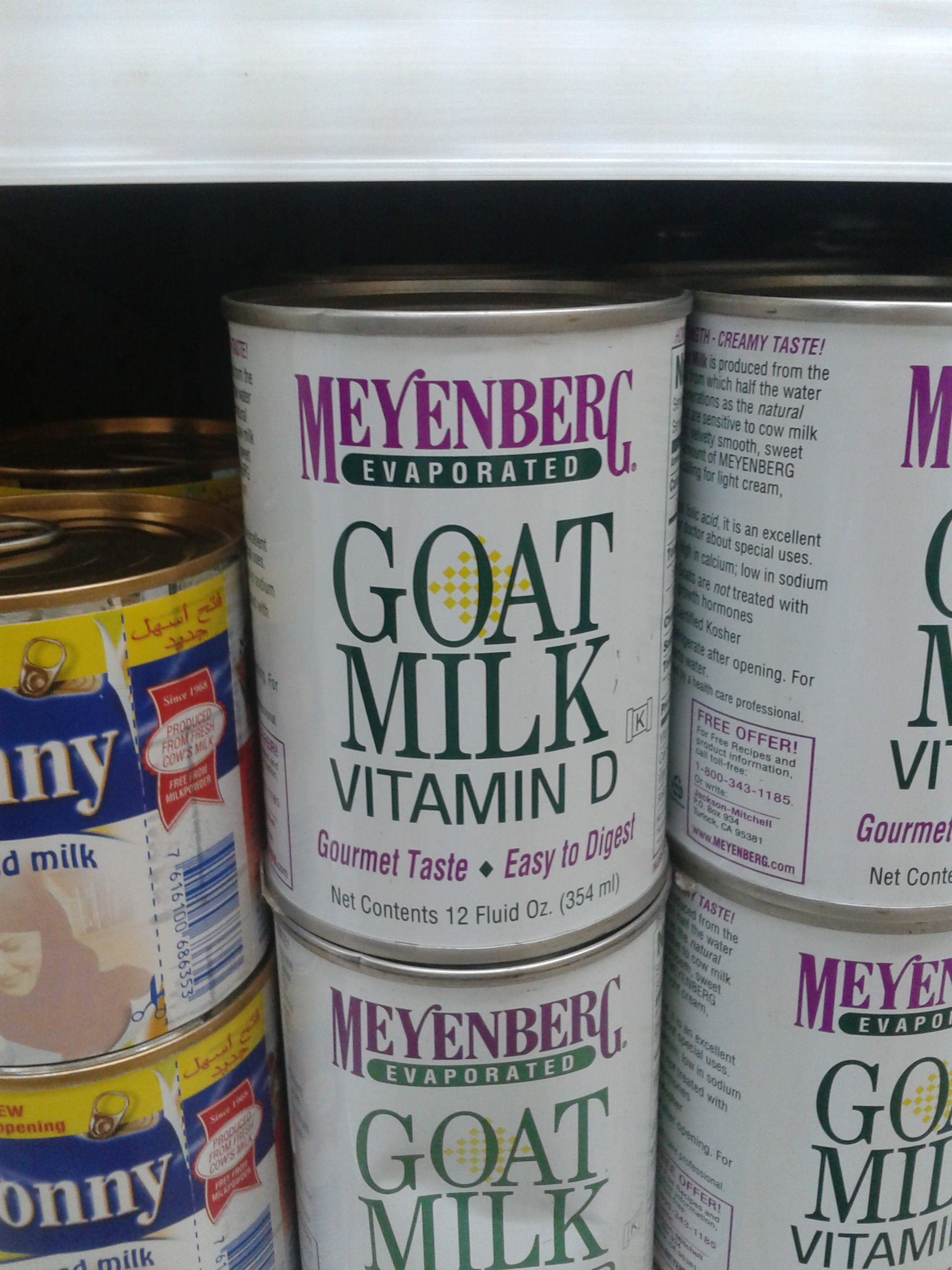
Sữa dê đóng hộp

Sữa dê khác với sữa truyền thống nhờ khả năng dễ tiêu hóa, không gây dị ứng và khả năng đệm cao hơn nên rất có ý nghĩa về mặt y học, điều trị bệnh đối với những người bị dị ứng và rối loạn dạ dày ruột, những người cần các sản phẩm sữa thay thế. Nó dễ tiêu hóa và không gây dị ứng, sữa dê ít gây dị ứng và tiêu hóa tốt hơn sữa bò. Sữa dê có thể được coi là thực phẩm chức năng tự nhiên và cần được người dân đẩy mạnh sử dụng thường xuyên, đặc biệt những người bị dị ứng hoặc không dung nạp với sữa truyền thống, kém hấp thu, mức cholesterol cao, thiếu máu, loãng xương hoặc kéo dài điều trị bổ sung sắt. 
Bé gái giai đoạn dậy thì dùng sữa dê được xem là tối ưu, bởi calci có trong sữa dê giúp xương phát triển tốt hơn so với các nguồn calci khác. Đối với trẻ nhỏ sữa dê giúp cải thiện đáng kể cân nặng, tầm vóc, khoáng hóa xương, mật độ xương, ngăn ngừa bệnh thiếu máu và khử khoáng xương, giúp tiêu hóa tốt và tăng khả năng trao đổi chất của các khoáng chất như sắt, phospho, calci, magnesi. Sử dụng thường xuyên sữa dê giúp cho những người bị thiếu máu do thiếu sắt được cải thiện phục hồi, vì nó giúp tăng cường việc sử dụng các nguồn chất dinh dưỡng từ sắt và tăng cường sự tái sinh của hemoglobin.
Sữa dê giúp ngăn ngừa các bệnh thiếu máu và khử khoáng xương. Đồng thời giúp tiêu hóa tốt và tăng khả năng trao đổi chất của các khoáng chất như sắt, phospho, calci, magnesi. Sữa dê cũng được coi là kháng sinh tự nhiên chữa lành các vết thương dạng nhẹ và các triệu chứng viêm loét ruột. Trong chất béo của sữa dê chứa các đơn chất carbon tạo thành màng ngăn chống lại sự xâm nhập của vi trùng, virus gây bệnh đường ruột.